# Město malomocného krále
Město malomocného krále (1904, La citta del re lebbroso) je dobrodružný román italského spisovatele Emilia Salgariho z prostředí siamského dvora poloviny 19. století.

## Obsah románu
Královský ministr a generál Lakon-tay, pověřený péčí o posvátné bílé slony, upadne v královu nemilost, když v jediném měsíci zahyne sedm slonů. Král uvěří podlému našeptávačovi, královskému katovi Mien-Mingovi a odmítnutému nápadníkovi Lakon-tayovy dcery Len-Pry, který se chce pomstít, a vyšle ministra pro zlatý bodec na slony, který je podle jedné dávné pověsti ukryt v dalekých zříceninách opuštěného Angkor Thomu, města malomocného krále, aby král mohl s jeho pomocí získat nové bílé slony.
Len-Pra se rozhodne, že pojede se svým otcem. Doprovází je italský lékař Roberto Galeno, který miluje Len-Pru a ta jeho lásku opětuje. Mien-Ming sežene bandu domorodých zloduchů, která se neštítí ničeho. Přesto ministr, který věnoval slonům všechnu péči a je nevinen, pachatele násilné smrti posvátných zvířat odhalí. Mien-Ming je nakonec zajat a při pokusu probodnout krásnou Len-Pru i zastřelen. Siamský král generála omilostní a doktor Galeno si vezme generálovu dceru za ženu…

## Česká vydání
- Město malomocného krále, Alois Hynek, Praha 1925, přeložil Jindřich Entlicher.
- Město malomocného krále, Albatros, Praha 1974, přeložil Vladimír Henzl, znovu Hanácké nakladatelství, Vyškov 1992 a Albatros, Praha 1999.